# Business-to-consumer
Business-to-consumer (B2C) är en marknadsstrategi som inbegriper transaktion av varor och tjänster mellan ett företag och konsumentmarknaden.
Skillnaderna mellan Business-to-business (B2B) och Business-to-consumer är främst de olika förutsättningarna som råder i affärsvärlden jämfört med privat konsumtion. Detta leder ibland, men inte nödvändigtvis, till olika sätt att kommunicera.
Andra begrepp som Business-to-dealer och Consumer-to-consumer (C2C) har tillkommit för att nyansera bilden av uppdelningen i Business-to-consumer och Business-to-business.